# Тірсгайм
Тірсгайм (нім. Thiersheim) — громада в Німеччині, розташована в землі Баварія. Підпорядковується адміністративному округу Верхня Франконія. Входить до складу району Вунзідель. Центр об'єднання громад Тірсгайм.
Площа — 23,69 км2. Населення становить 1784 ос. (станом на 31 грудня 2020).